# Rudy Barbier
Rudy Barbier (Beauvais, 18 december 1992) is een Frans voormalig wielrenner. Zijn broer Pierre Barbier is ook wielrenner. In augustus 2024 kondigde hij na het seizoen zijn afscheid aan.

## Overwinningen
2013 - 1 zege
2e etappe Paris-Arras Tour
Jongerenklassement Paris-Arras Tour
2014 - 1 zege
1e etappe Paris-Arras Tour (TTT)
Jongerenklassement Paris-Arras Tour
2015 - 1 zege
1e etappe Circuit des Ardennes
Jongerenklassement World Ports Classic
2016 - 2 zeges
Parijs-Troyes
Grote Prijs van Cholet-Pays de Loire
2017 - 1 zege
Parijs-Bourges
2019 - 2 zeges
Classic Loire-Atlantique
1e etappe Ronde van Estland
2020 - 2 zeges
1e etappe Ronde van San Juan
4e etappe Ronde van Slowakije
2023 - 1 zege
2e etappe Ronde van Bretagne

## Resultaten in voornaamste wedstrijden
| Jaar | Ronde van Italië | Ronde van Frankrijk | Ronde van Spanje |
| ---- | ---------------- | ------------------- | ---------------- |
| 2016 |                  |                     |                  |
| 2017 |                  |                     |                  |
| 2018 |                  |                     |                  |
| 2019 |                  |                     |                  |
| 2020 | opgave           |                     |                  |
| 2021 |                  |                     |                  |
| 2022 |                  |                     |                  |

| Jaar | Gent-Wevelgem | Ronde van Vlaanderen | Parijs-Roubaix | Cyclassics Hamburg | Parijs-Tours |
| ---- | ------------- | -------------------- | -------------- | ------------------ | ------------ |
| 2016 |               |                      |                |                    | 13e          |
| 2017 | opgave        | 111e                 | opgave         | 10e                | 27e          |
| 2018 | 52e           | opgave               |                |                    |              |
| 2019 |               |                      |                |                    | opgave       |
| 2020 |               |                      |                |                    |              |
| 2021 |               |                      | 90e            |                    |              |
| 2022 |               |                      | 90e            |                    |              |

## Ploegen
- 2012 –  Bridgestone Anchor (stagiair vanaf 1-8)
- 2013 –  Roubaix Lille Métropole (stagiair vanaf 1-8)
- 2014 –  Roubaix Lille Métropole
- 2015 –  Roubaix Lille Métropole
- 2016 –  Roubaix Métropole européenne de Lille
- 2017 –  AG2R La Mondiale
- 2018 –  AG2R La Mondiale
- 2019 –  Israel Cycling Academy
- 2020 –  Israel Start-Up Nation
- 2021 –  Israel Start-Up Nation
- 2022 –  Israel-Premier Tech
- 2023 –  St Michel-Mavic-Auber93
- 2024 –  Philippe Wagner/Bazin

Bagdonas · Bakelants · Barbier · Bardet · Bérard · Bidard · Cherel · Chevrier · Cosnefroy · Denz · Domont · Dumoulin · Dupont · Duval · Enger · Frank · Gastauer · Gautier · Geniez · Gougeard · Houle · Jauregui · Latour · Montaguti · Naesen · Peters · Pozzovivo · Riblon · Vandenbergh · Vuillermoz · Doléatto (stagiair) · Geniets (stagiair) · Russo (stagiair)
Bagdonas · Bakelants · Barbier · Bardet · Bidard · Cherel · Chevrier · Cosnefroy · Denz · Dillier · Domont · Dumoulin · Dupont · Duval · Frank · Gallopin · Gastauer · Gautier · Geniez · Gougeard · Jauregui · Latour · Montaguti · Naesen · Peters · Vandenbergh · Venturini · Vuillermoz
Ávila · Badilatti · Barbier · Boivin · Brändle · Crisey · Cataford · Cimolai · Dempster · Dunne · Earle · Einhorn (vanaf 1-6) · Enger · Gebremedhin · O. Goldstein · R. Goldstein · Hermans · Jensen · Minali · Neilands · Niv · Perry · Plaza · Räim · Sagiv · Sbaragli · Schreurs · Turek · van Asbroeck · van Winden · Ben Mosche (stagiair) · Ovett (stagiair) · Renard (stagiair)
Badilatti · Barbier · Biermans · Boivin · Brändle · Cataford · Cimolai · Dowsett · Einhorn · Goldstein · Greipel · Hermans · Hofstetter · Hollenstein · Martin · McCabe · Navarro · Neilands · Niv · Piccoli · Politt · Räim · Renard · Sagiv · Schelling · Sutherland · Vahtra · Van Asbroeck · Würtz Schmidt · Zabel
Barbier · Berwick · Bevin · Biermans · Boivin · Brändle · Cataford · Cimolai · De Marchi · Dowsett · Einhorn · Froome · Goldstein · Greipel · Hagen · Hermans · Hofstetter · Hollenstein · Impey · Jones vanaf 1 juli · Martin · Neilands · Niv · Piccoli · Renard · Sagiv · Vahtra · Van Asbroeck · Vanmarcke · Woods · Würtz Schmidt · Zabel
Barbier · Berwick · Bevin · Biermans · Boivin · Brändle · Cataford · Clarke · De Marchi · Dowsett · Einhorn · Froome · Fuglsang · Goldstein · Hagen · Hermans · Hollenstein · Houle · Impey · Jones · Neilands · Niv · Nizzolo · Piccoli · Sagiv (tot 3/8) · Strong · Teuns (vanaf 5/8) · Van Asbroeck · Vanmarcke · Woods · Würtz Schmidt · Zabel · Riccitello (stagiair)